# Babaratma
Babaratma è un comune dell'Azerbaigian situato nel distretto di Şəki. Conta una popolazione di 332 abitanti.